# Squash-Mannschaftseuropameisterschaft 1990
Die Mannschaftseuropameisterschaften der Herren und Damen 1990 im Squash fanden vom 25. bis 28. April 1990 in Zürich in der Schweiz statt. Insgesamt traten 20 Mannschaften bei den Herren und 17 Mannschaften bei den Damen an. Bei den Herren handelte es sich um die 18. Auflage der Meisterschaft, bei den Damen um die 13. Austragung.
Bei den Herren und Damen setzten sich jeweils die Titelverteidiger aus England durch. Der Herrenmannschaft, bestehend aus Del Harris, Peter Marshall, Simon Parke, Bryan Beeson, Chris Walker und Paul Carter, gelang im Endspiel ein 5:0-Erfolg gegen Deutschland mit dem Kader Hansi Wiens, Jochen Arndt, Oliver Rucks, Simon Frenz, Benjamin Bay und Christian Bernard. Bei den Damen setzten sich Sue Wright, Cassie Jackman, Samantha Langley und Donna Vardy im Endspiel mit 3:0 gegen die Niederlande durch, die mit Babette Hoogendoorn, Nicole Beumer und Marjolein Houtsma antraten.

## Herren

### Ergebnisse

#### Platzierungsspiele
| Platzierung       | Mannschaft  | Mannschaft   | Ergebnis |
| ----------------- | ----------- | ------------ | -------- |
| Finale            | England     | Deutschland  | 5:0      |
| Spiel um Platz 3  | Finnland    | Schweden     | 5:0      |
| Spiel um Platz 5  | Niederlande | Schweiz      | 5:0      |
| Spiel um Platz 7  | Spanien     | Österreich   | 3:2      |
| Spiel um Platz 9  | Wales       | Irland       | 3:2      |
| Spiel um Platz 11 | Frankreich  | Dänemark     | n/A      |
| Spiel um Platz 13 | Belgien     | Griechenland | 4:1      |
| Spiel um Platz 15 | Italien     | Norwegen     | 3:2      |
| Spiel um Platz 17 | Portugal    | Andorra      | n/A      |
| Spiel um Platz 19 | Zypern      | Luxemburg    | n/A      |

## Damen

### Ergebnisse

#### Platzierungsspiele
| Platzierung       | Mannschaft  | Mannschaft  | Ergebnis |
| ----------------- | ----------- | ----------- | -------- |
| Finale            | England     | Niederlande | 3:0      |
| Spiel um Platz 3  | Finnland    | Irland      | 3:0      |
| Spiel um Platz 5  | Deutschland | Schweden    | 2:1      |
| Spiel um Platz 7  | Schweiz     | Norwegen    | 2:1      |
| Spiel um Platz 9  | Frankreich  | Wales       | 1:1      |
| Spiel um Platz 11 | Dänemark    | Spanien     | n/A      |
| Spiel um Platz 13 | Italien     | Österreich  | n/A      |
| Spiel um Platz 15 | Belgien     | Monaco      | n/A      |
| Spiel um Platz 17 | Portugal    | kein Gegner | n/A      |

## Abschlussplatzierungen

### Herren
| Rang | Mannschaft  |
| 01.  | England     |
| 02.  | Deutschland |
| 03.  | Finnland    |
| 04.  | Schweden    |
| 05.  | Niederlande |
| 06.  | Schweiz     |
| 07.  | Spanien     |
| 08.  | Österreich  |

| Rang | Mannschaft   |
| 09.  | Wales        |
| 10.  | Irland       |
| 11.  | Frankreich   |
| 12.  | Dänemark     |
| 13.  | Belgien      |
| 14.  | Griechenland |
| 15.  | Italien      |
| 16.  | Norwegen     |

| Rang | Mannschaft |
| 17.  | Portugal   |
| 18.  | Andorra    |
| 19.  | Zypern     |
| 20.  | Luxemburg  |

### Damen
| Rang | Mannschaft  |
| 01.  | England     |
| 02.  | Niederlande |
| 03.  | Finnland    |
| 04.  | Irland      |
| 05.  | Deutschland |
| 06.  | Schweden    |
| 07.  | Schweiz     |
| 08.  | Norwegen    |

| Rang | Mannschaft |
| 09.  | Frankreich |
| 10.  | Wales      |
| 11.  | Dänemark   |
| 12.  | Spanien    |
| 13.  | Italien    |
| 14.  | Österreich |
| 15.  | Belgien    |
| 16.  | Monaco     |

| Rang | Mannschaft |
| 17.  | Portugal   |